# Eremurus tianschanicus
Eremurus tianschanicus là một loài thực vật có hoa trong họ Thích diệp thụ. Loài này được Pazij & Vved. ex Pavlov miêu tả khoa học đầu tiên năm 1958.